# Pettorano sul Gizio
Pettorano sul Gizio é uma comuna italiana da região dos Abruzos, província de Áquila, com cerca de 1 255 habitantes. Estende-se por uma área de 62 km², tendo uma densidade populacional de 20 hab/km². Faz fronteira com Cansano, Introdacqua, Pescocostanzo, Rocca Pia, Scanno, Sulmona.
Faz parte da rede das Aldeias mais bonitas de Itália.

## Demografia
| Variação demográfica do município entre 1861 e 2011                               |
|                                                                                   |
| Fonte: Istituto Nazionale di Statistica (ISTAT) - Elaboração gráfica da Wikipedia |